# Serei Eri
Vincent Serei Eri, född 1936, död 1993 i Port Moresby, var Papua Nya Guineas generalguvernör från 27 februari 1990 till 4 oktober 1991.
Eri utsågs till generalguvernör av drottning Elizabeth II för en period av sex år, men han avgick redan 1991 efter att ha vägrat avskeda den korruptionsdömde Ted Diro. Eri och Diro bildade People's Action Party 1986.